# Jour de Chance
Jour de Chance é o quinto disco gravado pela banda belga Vive la Fête, lançado em 2007. O nome do álbum é traduzido como "Dia de Sorte".

## Faixas
1. "Aventures Fictives"
2. "Mais "
3. "La Route"
4. "Tout Va Continuer"
5. "Betises"
6. "Tout Fou"
7. "Une Par Une"
8. "Je Suis Fachee Avec Toi"
9. "Quatsch"
10. "Stupid Femme"
11. "Il Pleut"
12. "Tele"
13. "Love Me, Please Love Me"